# James Whitfield
James Whitfield, född 15 december 1791 i  Elbert County, Georgia, död 25 juni 1875 i Columbus, Mississippi, var en amerikansk demokratisk politiker. Han var Mississippis guvernör 1851–1852.
Whitfield var verksam som plantageägare och handelsman i Mississippi. John Isaac Guion lämnade guvernörsämbetet den 4 november 1851 och delstaten var utan guvernör i 20 dagar. På den tiden fanns det ingen viceguvernör och statssekreterarens mandatperiod hade just tagit slut. Den 24 november valdes Whitfield till talman i Mississippis senat med en rösts marginal och han fick sedan omedelbart tillträda guvernörsämbetet. Han innehade ämbetet i några veckor, tills segraren i guvernörsvalet 1851 kunde tillträda ämbetet. Whitfield efterträddes som guvernör av Henry S. Foote.
Whitfield avled 1875 och gravsattes på Friendship Cemetery i Columbus i Mississippi. Whitfields fru Caroline var från Monticello i Georgia.